# Yasushi Fukunaga
Yasushi Fukunaga (Tokio, 6 maart 1973) is een voormalig Japans voetballer.

## Clubcarrière
Yasushi Fukunaga speelde tussen 1995 en 2003 voor Urawa Red Diamonds en Vegalta Sendai.